# Louk Conrads

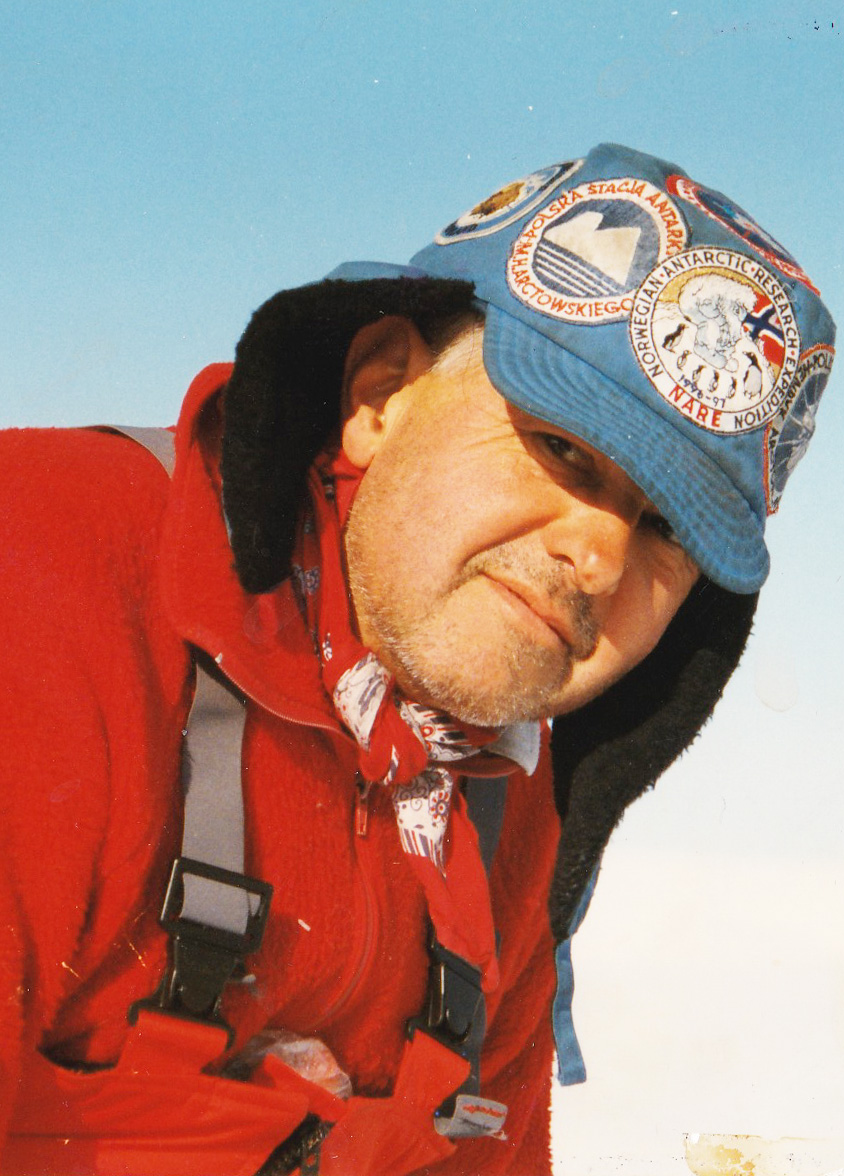
Louk Conrads

Louk Conrads (Venlo, 1938) is een Nederlands fysisch-geograaf, meteoroloog en klimatoloog.  Hij was verbonden aan de Universiteit Utrecht. Zijn  belangrijkste onderzoeksterreinen zijn chemische samenstelling van regenwater, stadsklimaat en afsmelting van landijs.

## Biografie
Conrads deed in 1958 eindexamen aan het St. Thomascollege in Venlo en ging dat jaar Fysische Geografie studeren aan de Universiteit van Utrecht. Zijn belangstelling ging uit naar meteorologie en klimatologie, later ook naar geohydrologie en waterhuishouding. Nog voor zijn afstuderen in 1966 werd hij persoonlijk assistent van hoogleraar Wouter Bleeker bij de universiteit als eerste standplaats het KNMI. Een plan om  te promoveren op de invloed van het IJsselmeer op het klimaat van Nederland kon niet doorgaan door het overlijden van Bleeker.

Hij nam deel aan het Kromme-Rijn Project (1970-1974). Bij dit multidisciplinair, maar voornamelijk biologisch project ontbrak het aan kennis van de chemische samenstelling van het regenwater. 

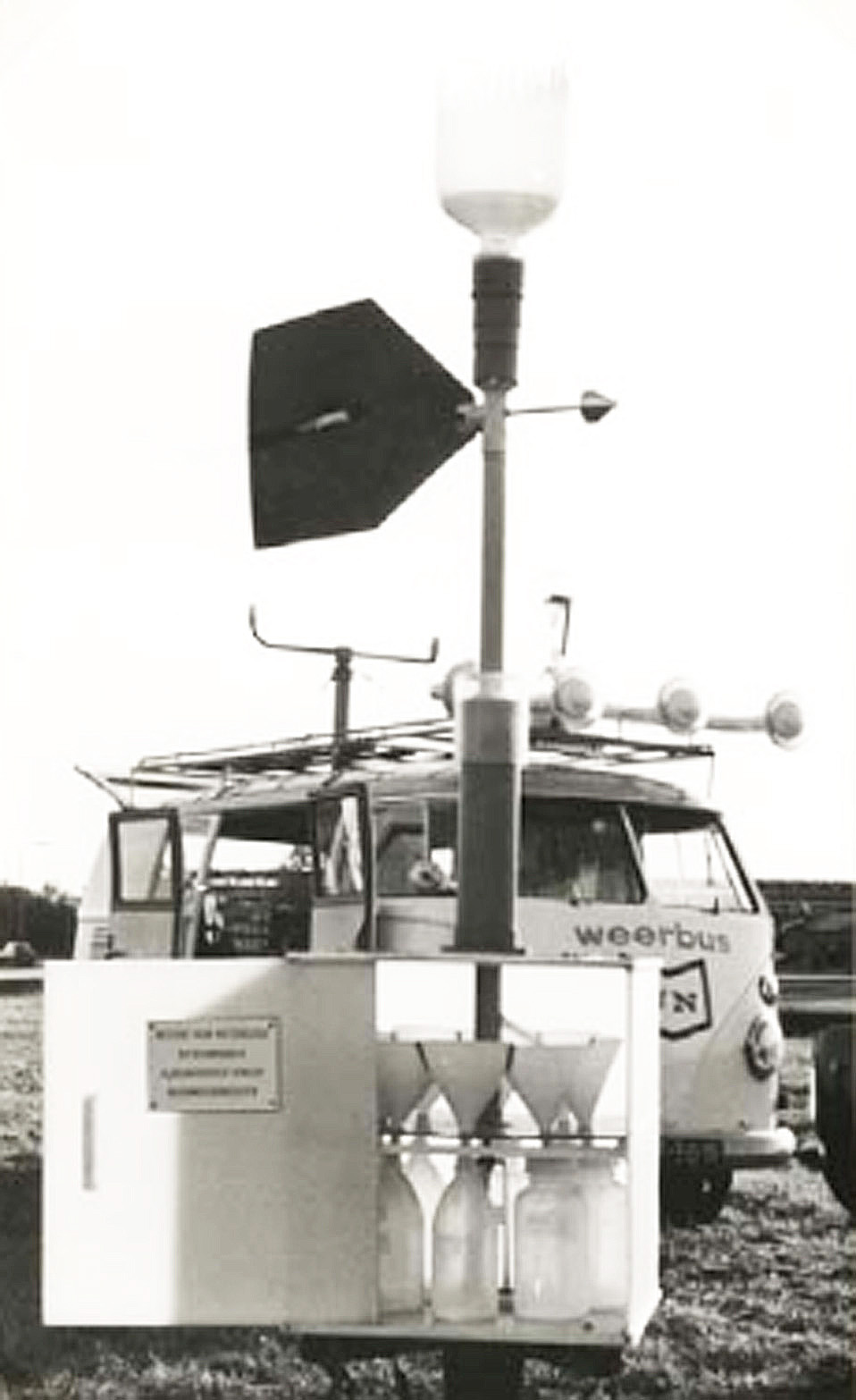
Regenmeter met op de achtergrond de ‘weerbus’ van het Utrecht Nieuwsblad.

Met de chemici Asman en Buijsman deed hij jarenlang onderzoek naar de chemie van de atmosfeer. Dit resulteerde uiteindelijk in een nog steeds bestaande onderzoeksgroep binnen het Instituut voor Marien en Atmosferisch Onderzoek (voorheen Instituut voor Meteorologie en Oceanografie). Hij startte daarmee als een van de eerste wetenschappers in Nederland met het onderzoek naar de chemische samenstelling van regenwater. Na een bezoek aan een internationaal congres in Toronto kreeg Conrads een Fulbright beurs van drie maanden aan onderwijsinstellingen in diverse staten in de USA.
In 1975 promoveerde hij op het klimaat van de stad Utrecht bij Franz Schmidt. Drie maanden dagelijkse metingen in de winter van 1970 leidden tot het vaststellen van het warmte-eiland effect van de stad Utrecht. Het Utrechts Nieuwsblad’ sponsorde het project en Conrads had enkele jaren een vaste wekelijkse column in dat dagblad onder de titel 'Klimatologica'.

Conrads was betrokken bij onderzoek naar het afsmelten van landijs wereldwijd onder leiding van hoogleraar Hans Oerlemans. Conrads leidde tot zijn pensioen in 2001 expedities naar Oostenrijk, Groenland, Antarctica en Spitsbergen. Hij behoort tot de eerste vijf universitaire Nederlanders die onderzoek deden bij de geografische zuidpool.

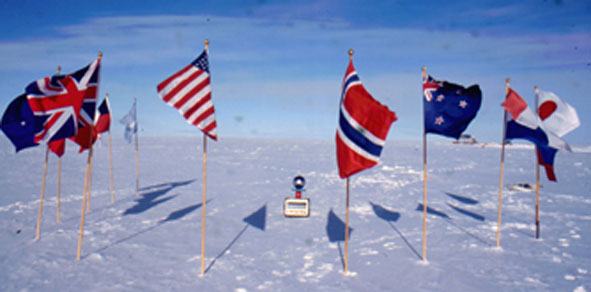
Internationaal meteorologisch onderzoek in Antarctica

In die periode en ook eerder gaf hij lezingen aan de Miami Universiteit, Ohio; de Universiteit of Northern Colorado in Greely, Colorado, Kaapstad, Dubai, Koeweit, Paramaribo en aan diverse andere universiteiten en bezocht Teacher Training Colleges in Europa en de VS. Vanaf 2008 was hij regelmatig gastdocent Meteorologie en Klimatologie in Suriname.
Conrads is sinds 1966 getrouwd met de kunsthistoricusen schrijfster Marian Conrads en heeft drie kinderen.

## Publicaties
- Conrads, LA, De invloed van verschillen in ondergrond op de minimum temperatuur van de lucht, Colloquimverslagen KNMI, 1969
- Dijk, van W, Conrads LA, Meteorologisch veldwerk “Stadsklimaat Utrecht”, Berichten Fysisch Geografische Afdeling, No. 1, 1970
- Conrads LA, Meteorologische aspecten van een stad. Intermediair, 40, 4-51, 1970
- Sliepen H, Laijendecker G, Conrads LA, 1972, Metingen ter bestudering van de invloed van opgaande vegetatie op de zwaveldioxide verspreiding en enkele meteorologische faktoren, Kromme Rijn Project rapport 3, Rijksuniversiteit Utrecht
- Conrads LA, Wassermann J, 1972. Koolmonoxide en Aitkendeeltjes in Utrecht, Chemisch Weekblad 68, 11
- Conrads LA, Buijsman E, 1973, Chemie van regenwater: de invloed van stad en industrie. Kromme Rijn Project rapport 34, Rijksuniversiteit Utrecht
- Conrads LA, Buijsman E, 1973. Invloed van stad en industrie op chemische samenstelling van regenwater. Intermediair 9, no. 45, 27-35
- Conrads LA, Buijsman E, 1973. Chemie van regenwater. Hemel en Dampkring 71, 332-339
- Conrads LA, Jonker PJ, 1971. De regenmeter van Krecke uit 1849 en zijn betekenis bij het onderzoek naar de invloed van de stad Utrecht op de chemische samenstelling van regenwater. Hemel en Dampkring 69, 178-182
- Conrads LA, 1975, Observations of meteorological urban effects : the heat Island of Utrecht, dissertatie Rijksuniversiteit Utrecht
- Asman WAH & Conrads LA, 1976, Bibliography on precipitation chemistry, Instituut voor Meteorologie en Oceanografie, Rijksuniversiteit Utrecht
- Buijsman E, Asman WAH & Conrads LA, 1980, Ons leven verzuurt de neerslag, Chemisch Weekblad 76, 332-333
- Conrads LA, JCH van der Hage, A new method of air-temperature measurements in urban climatological studies, Atmospheric environment, 5, 1971, 629-635
- Conrads, LA, E. Buijsman, P.J. Jonker, De chemische samenstelling van het regenwater. Voorlopg verslag sektie ‘Lucht’, Seminar II, Kromme Rijn Projekt, 1971
- De stad: Object van meteorologisch onderzoek, Milieubalans van Nederland, 35-47, 1971
- Conrads LA et al, Klimaatatlas van Nederland, KNMI, 1972
- Conrads LA, JR Wasserman, Koolmonoxide en Aitkendeeltjes, Chemisch Weekblad, 45, 1972
- Conrads LA, E. Buijsman, Chemie van regenwater. De invloed van stad en industrie. Kromme Rijn Project Rapport no. 34 1973
- Asman WAH, LA Conrads, Bibliography on precipitation chemistry, IMOU, 1975
- Conrads LA, Warmtehuishouding van een stad, Cursus thermische verontreiniging van Bodem, Water en Lucht, 1975
- Syllabus postakademische vorming gezondheidstechniek 1974-1975 , 1975 Delft
- Conrads LA, Warmtehuishouding van een stad, T.V. KNMI, 1-5, 1975
- Poestkoke R, FXCM van Lindert, JWG van Nunen, LA Conrads. Comparison of full scale wind climate around a hjgh-rise building wit wind tunnel tests on a model, Nationaal Lucht-en Ruimtevaart Laboratorium, NCR MP 760094, 1976
- Conrads, LA, Nocturnal boundary layer over the city of Utrecht, International Council on Building Research, Symposium Wenen, Monography 23, 1976
- Conrads, LA, Het klimaat van de U.S.S.R., Excursie Sovjet-Unie, p. 25-39, 1987
- Asman WAH, LA Conrads, PJ Jonker, Verstedelijking, industrie en zware zomerregens: een verkennende studie, H2O, (12), 1979 nr. 4
- Conrads LA, Environmental sciences, in particular with respect to meteorology, climatology and oceanography in secondary education, teacher training colleges and at universities in the USA, Final report of an individual orientation program, Fulbright Program, Fall 1981
- Smilde, DA, Conrads LA, Schorno, R, Long-term recording of sleep/wakefulness with wrist-activity monitors and sleep logs in two male subjects visiting the South Pole, Circum Polar Journal, Volume 10, 1-2, 1995
- Winther J-G, Conrads LA, e.a. 9 auteurs, EPICA Dronning Maud land pre site survey 1996/1997, Field report
- Broeke, van den M, Winther JG, E Isakson, JF Pinglot, L.Karlöf T, Eiken, LA Conrads, Climate variables along a traverse line in Dronning Maud Land, East Antarctica, Journal of Glaciology, Volume 45, Issue 150, 1999, pp. 295-302
- Oranje Een kleur boven alles, 2004, Marian en Louk Conrads
- Conrads, LA, Suriname en de oceaanstromingen, Libatori. Maritieme Autoriteit Suriname, (MAS), Jrg 6, Ed. 49, 2013
- Conrads LA, Surinaamse kust onder water! Onvermijdelijk? Meteorologica 24, nr.2 2015
- Conrads, LA, Over het klimaat van Suriname, PDF in voorbereiding, 2019
- Verder lezen: Rudi Borkus, Uitvliegers Louk in Switi Sraran, Fylakra, 2, 55, p.16-18, 2011, Over lucht, Luchtverontreiniging in Nederland, Louk Conrads, LUVO, 24 mei 2017, Door de kou bevangen, Vijftig jaar Nederlands onderzoek in de poolgebieden, Buma et.al.2016

- International Standard Name Identifier: 0000 0003 9257 0651
- Nederlandse Thesaurus van Auteursnamen: 068567413
- Virtual International Authority File: 209821394